# جوزيف غرانفيل
جوزيف غرانفيل (بالإنجليزية: Joseph Granville)‏ هو مستشار مالي أمريكي، ولد في 20 أغسطس 1923 في الولايات المتحدة، وتوفي في 7 سبتمبر 2013 في كانساس سيتي في الولايات المتحدة.